# Unintended (Acoustic Version)
Unintended (Acoustic Version) è un singolo del cantante britannico Matthew Bellamy, pubblicato il 26 giugno 2020 come secondo estratto dal primo album in studio Cryosleep.

## Descrizione
Si tratta di una rivisitazione in chiave acustica dell'omonimo brano dei Muse del 1999, gruppo del quale fa parte Bellamy. Secondo quanto spiegato da quest'ultimo, la decisione di pubblicare una nuova versione del brano dopo vent'anni è dettata dal fatto che il testo risulta più rilevante al periodo attuale che il mondo sta affrontando piuttosto che all'epoca in cui è stato originariamente composto.

## Tracce
1. Unintended (Acoustic Version) – 4:02
2. Unintended A.I. Dream V.3 (Obeebo A.I.) – 3:55
3. Unintended (Piano Lullaby) (Instrumental) – 3:59